# Rita Raines
Rita Raines, geboren als Rita Babcock, (Chicago, 22 mei 1930 - Redlands, 13 maart 2014) was een Amerikaanse zangeres die zich specialiseerde in de jazz en easy listening. Ze was in de 50'er jaren actief was.

## Biografie
In 1955 trad Rita Raines op tijdens het Harvest Moon Festival in Chicago. In november van dat jaar bracht ze haar single "The Wedding Song (Until Death Do Us Apart)" / "Don't Touch Me" uit op het lokale platenlabel Deed Records. In 1956 verscheen op hetzelfde label haar single "Such a Day", een Engelstalige versie van het Duitse lied "So ein Tag, so wunderschön wie heute" van Lotar Olias (muziek) en Walter Rothenburg (tekst). Op de B-kant stond de jazzstandard "Ol’ Devil Moon". Het nummer bereikte in februari dat jaar de 89e plaats in de Billboard Hot 100 en werd haar enige hit.
Rita Raines werd in de show American Bandstand van ABC uitgeroepen tot "Favorite Artist of 1956". Ze nam nog meer singles op voor de labels Jamie, Argo, Cadence en Arcy, zoals "Silence Is Golden" / "Something Else" (Jamie 1036), "Sleepy Sunday Afternoon" / "I Told a Stranger" (Cadence 1331) en, in 1958, "Laughing On the Outside" / "Cha-Cha Charlie" (Argo 5302). In 1960 bracht ze ook een cover uit van "Vaya con Dios" (met op de B-kant "Silently", Arcy 1003). Echter, het succes van "Such a Day" werd niet meer geëvenaard en Rita Raines trok zich terug uit de muziek.